# Jakob Baxa
Jakob Baxa (* 15. Februar 1895 in Wien; † 10. November 1979 in Mödling, Niederösterreich) war ein österreichischer Soziologe, Jurist, Kultur- und Literaturhistoriker und Dichter.

## Leben
Baxa besuchte das Gymnasium in Melk/Niederösterreich, in Wels/Oberösterreich und in Wien, dort erlangte er 1913 die Matura. Von 1916 bis 1918 hatte er Kriegsdienst zu leisten, davor und danach studierte er Rechtswissenschaften an der Universität Wien, wo er 1919 promoviert wurde.
Von 1922 bis 1945 war Baxa für die Zuckerindustrie tätig. Erst als Angestellter der Österreichischen Zuckerstelle in Wien, dann ab 1922 für die Dürnkruter Zuckerfabrik AG ebenfalls in Wien. Nebenberuflich trieb er seine soziologischen Studien voran und habilitierte sich 1923 bei Othmar Spann an der Universität Wien für Gesellschaftslehre. Von 1923 bis 1938 lehrte Baxa als Privatdozent, ab 1932 mit dem Status eines titular außerordentlichen Universitätsprofessors. 
Am 18. Mai 1938 beantragte er die Aufnahme in die NSDAP und wurde rückwirkend zum 1. Mai desselben Jahres aufgenommen (Mitgliedsnummer 6.142.365). Dennoch wurde er 1938 von den Nationalsozialisten als Privatdozent suspendiert, 1940 wurde ihm die Venia Legendi entzogen. Gleichwohl publizierte er während des Zweiten Weltkrieges antisemitische Artikel.
1945 wurde Baxa von der Universität nicht wieder eingestellt und auch von seinem Hauptarbeitgeber (Dürnkruter Zuckerfabrik AG) in den Ruhestand versetzt. Er war inzwischen fast ertaubt, eine Spätfolge eines im Ersten Weltkrieg erlittenen Gehörschadens bei einer Minenexplosion. Außerdem war seine Mobilität stark eingeschränkt, weil er seine Ehefrau Maria Helene (geb. Ohnheiser, Heirat 1918, † 1963) bis zu ihrem Tode pflegte. Sie war infolge eines Schlaganfalls bettlägerig und fast erblindet.
Baxa lebte seit 1945 als Privatgelehrter und Dichter in Maria Enzersdorf/Niederösterreich und schuf ein umfangreiches dramatisches Werk. Er verstarb 1979 im Landeskrankenhaus Mödling/Niederösterreich.

## Bedeutung für die Soziologie
Von 1921 bis 1932 beschäftigte sich Baxa ganz überwiegend mit soziologischen Fragen zur Romantik. Darin liegt seine nachhaltige Bedeutung für die Soziologie, denn die romantische Staats- und Gesellschaftslehre war bis zum Zeitpunkt seiner Forschungen und Publikationen fast völlig in Vergessenheit geraten.
Zudem versuchte Baxa in seiner „Gesellschaftslehre von Platon bis Friedrich Nietzsche“  nachzuweisen, dass die Soziologie tief in der Philosophie wurzelt und eine Geisteswissenschaft ist. 
Er wird zum engeren sogenannten Spannkreis gezählt und war Gründungs-, Vorstands- und Ehrenmitglied der Gesellschaft für Ganzheitsforschung.

## Werke (Auswahl)
- Godiva (Schauspiel 1913).
- Einführung in die romantische Staatswissenschaft (1923).
- Geschichte der Produktivitätstheorie (1926).
- Gesellschaftslehre von Platon bis Friedrich Nietzsche (1927).
- Alpen im Feuer (Gedichte 1931).
- Gesellschaft und Staat im Spiegel deutscher Romantik (1934).
- Die Zuckererzeugung (1937).
- Adelaide (Schauspiel in vier Akten, 1938).
- Das Opfer (Roman 1949).
- Studien zur Geschichte der Zuckerindustrie in den Ländern des ehemaligen Österreich (1950).
- Henriette (Roman 1951)
- Diana (Roman 1951).
- Siegendorfer Zuckerfabrik, Conrad Patzenhofer's Söhne: 1852-1952 (1952).
- Friedrich von Gentz (1965).
- Zucker im Leben der Völker (1967).